# Agritec
Agritec S.A. était un constructeur argentin de machines agricoles qui a repris l'activité de l'usine argentine Fiat Trattori après la décision du groupe italien de fermer son usine de Sauce Viejo dans la province de Santa Fe en fin d'année 1981, conséquence de la grave crise économique qui persistait dans le pays.

## Histoire
La présence de Fiat en Argentine remonte à 1919 avec la création à Buenos Aires de FIAT Argentina S.A., une structure officielle chargée de l'importation de produits italiens du groupe Fiat : automobiles, camions, autobus, engins de travaux publics et tracteurs agricoles. En 1949, FIAT Argentina crée une filiale Agromecanica S.A.C.I.F. spécialisée dans la maintenance des engins de travaux publics et agricoles importés d'Italie.
Au début de l'année 1952, le gouvernement argentin sous la présidence de Juan Perón qui s'était lancé dans une politique d' industrialisation par substitution aux importations a voulu assurer une autonomie nationale aussi sans ce secteur et, au début de l'année 1952, missionne la société d'État IAME - Industrias Aeronáuticas y Mecánicas del Estado pour négocier avec un grand constructeur étranger de matériel agricole son aide pour concevoir et fabriquer un tracteur agricole national. Le décret Présidentiel No 4075 du 11 août 1952 valide un accord de coopération négocié par IAME avec Fiat Trattori et autorise IAME à créer une société filiale, IAME Fábrica de Tractores pour produire des tracteurs agricoles uniquement avec des composants nationaux.
Le choix des responsables argentins du modèle de référence fut le tracteur du constructeur allemand "Lanz" d'une puissance de 50 Ch. Fiat Trattori aida à la conception des ateliers de production et à l'industrialisation du modèle. Le premier exemplaire fut fabriqué le 7 octobre 1952. Le 31 décembre, des tests en plein champ furent menés sur les 15 premiers exemplaires fabriqués équipés d'un moteur argentin de 55 Ch. 
De son côté, Fiat Trattori Italie cherchait à implanter une usine pour fabriquer localement ses matériels agricoles mais la procédure traine en longueur. Les ventes du modèle Pampa ne décollant pas, IAME négocie les droits pour une licence de fabrication d'un modèle Fiat plus récent que le Pampa. FIAT accorde une licence à IAME Fábrica de Tractores qui produira son premier tracteur sous licence Fiat en juillet 1953. 
Le 28 juin 1954, Fiat livre les dernières machines-outils pour la nouvelle usine de tracteurs construite par IAME à "La Ferreyra" Córdoba et en même temps obtient l'autorisation pour créer une société filiale pour produire ses tracteurs. En fait, l'autorisation accordée à Fiat est plus complexe. Elle résulte d'une négociation dans laquelle Fiat peut créer une filiale nommée Fiat Someca Construcciones Córdoba S.A. plus simplement Fiat Concord qui doit racheter IAME Fábrica de Tractores ainsi que l'usine de Córdoba et poursuivre la fabrication du modèle Pampa jusqu'en 1963. La production globale du modèle Pampa s'est élevée à 3 760 exemplaires en 11 ans.
Fiat Someca Concord devient ainsi le premier constructeur de tracteurs agricoles d'Argentine. En 1955, Fiat Grandi Motori Italie est autorisée à créer une filiale FIAT Grandes Motores Diesel et construit une seconde usine à Cordoba pour la fabrication de grands moteurs industriels. De même, en 1957, Fiat Ferroviaria Italie reçoit une commande de 300 locomotives diesel de  Ferrocarriles Argentinos (les chemins de fer argentins) et crée une filiale Fiat Materfer et une usine toujours à Cordoba, pour honorer cette commande sans précédent. Fiat-Materfer deviendra rapidement le premier fournisseur officiel des compagnies de chemin de fer d'Amérique latine.
En 1959, le nouveau gouvernement militaire argentin réglemente l'industrie automobile afin de favoriser l'essor des productions locales. Fiat Auto décide, comme d'autres constructeurs, notamment américains, de créer un site de production local pour satisfaire à la loi qui imposait un taux d'intégration local de 70 %. Le 30 septembre 1959, le gouvernement argentin délivre une autorisation à FIAT Argentine S.A. pour créer une filiale destinée à produire  des automobiles sur son territoire.
Le 8 avril 1960, la nouvelle usine de la filiale automobile argentine Fiat Concord, implantée à Caseros produit sa première voiture, une FIAT Concord 600D. En 1969, après une longue attente, Fiat Argentina S.A. est enfin autorisée à créer une filiale poids lourds Fiat V.I. Argentina pour fabriquer localement des camions et autobus destinés aux marchés d'Amérique Latine. La production de camions commence à l'usine de Ferreyra (province de Córdoba) avec les modèles 619N, 619T, 697N et 697T, à un rythme initial de 3 véhicules par jour ce qui oblige à déménager toute la production de tracteurs dans l'usine de Sauce Viejo (Santa Fe).
Selon les chiffres publiés par le Ministère de l'Économie de Santa Fe, en 1969, la division tracteurs agricoles Fiat Concord aurait produit 6.643 tracteurs agricoles. À partir de 1971, la production commence à augmenter fortement et régulièrement pour arriver à 21.384 unités en 1977. Cependant, avec la crise économique et financière qui frappe les pays d'Amérique du Sud, la demande chute précipitamment à partir de 1978. Cette année-là, le nombre de tracteurs fabriqués tombe à 4.591, puis à 3.658 l'année suivante. L'usine Fiat Concord de Sauce Viejo, située en face de l'aéroport, sur la route 11, ferme ses portes en décembre 1981 après avoir délocalisé la production de tracteurs dans un des ateliers de Fiat Materfer. Cette fabrication sera arrêtée en décembre 1983. Toutes les nouvelles machines agricoles FiatAgri vendues en Argentine ont été ensuite importées du Brésil ou d'Italie.

## Création d'Agritec
En 1988, la situation économique du pays semblant s'améliorer, la demande de tracteurs neufs était devenue une réalité suffisante pour inciter des industriels argentins à investir pour reprendre la fabrication. La société Agritec est créée pour racheter à la filiale agricole de Fiat Concord, devenue la holding du groupe Fiat en Argentine, l’ancienne usine FiatAgri de Sauce Viejo, laissée à l'abandon. Rapidement remise en état, l'usine reprend la fabrication de tracteurs sous licence partielle FiatAgri jusqu’en 1992. Mal gérée, la société Agritec fera faillite (selon plusieurs sources) entre fin 1992 et février 1993.
Au tout début de la reprise d'activité, les matériels, produits sous licence Fiat, portaient la marque FiatAgri mais très vite, il leur a fallu changer de nom et les tracteurs ont été baptisés Agritec, tout en restant produits sous licence partielle. Bien que la division moteurs de Fiat Concord ait continué à fournir, comme par le passé, ses moteurs pour automobiles, camions ou tracteurs aux autres constructeurs argentins et étrangers, Agritec n'a semble-t-il pas trouvé un accord pour cela car les matériels Agritec étaient équipés de moteurs Perkins, fabriqués en Argentine.
Durant sa période active, Agritec S.A. de Santa Fe a fabriqué des tracteurs FiatAgri et a aussi assemblé des machines pour le compte de Fiat New-Holland. Elle a également distribué les moissonneuses-batteuses Laverda et les machines à vendanger Braud, des filiales du groupe FiatAgri d'avril 1989 à mai 1993.

## Le retour de FiatAgri avec CNH Global
Après avoir subi une crise économique qui aura duré presque 20 ans, l'économie de l'Argentine a timidement repris une lente croissance à partir de 2004 et Fiat attendra le 26 avril 2011 pour annoncer officiellement son retour dans le pays avec un investissement de 100 millions de US$ pour la construction d'une nouvelle usine pour la production de machines agricoles à Córdoba 

## Liste des tracteurs agricoles fabriqués en Argentine

### IAME
- Pampa T01 [6]

### Fiat Someca Concord
- 55R (1954-58) [7]
- M40
- M45 (1956-64) [8]
- M45 "cañero" (1956-64) [9]
- M50 (1956-64) [10]
- U-25 (1956-61) [11]
- 60R (1957-64) [12]
- 411R / 411T (1958-64) [13]
- SuperSom 55 (196.-6.) [14]
- 431R (1961-64) (1961-64) [15]
- 211 R (1961-72) [16]
- 780R (1962-70) (1.026 ex fabriqués) [17],[18]
- 350R (1962-71)[19]
- 450R (1963-71) [20]
- 650U / 650E (1967-79) [21]
- 600E / 600E DT / 600F (1971-79) [22]
- 700E / 700S /700U (1971-79) [23]
- 500R (1972-79) [24]
- 800 / 800E / 800A(1974-81) [25]
- 900A / 900E (1974-80) [26]
- 1100E / 1100E DT (1977-81) [27]

Le Fiat 1100 sera le dernier modèle produit sous la marque Fiat Concord.

### Fiat Agritec
- 100 / 100 DT (1988-93) [28]
- 115 (1988-93) [29]
- 120 / 120 DT (1988-93) [30]
- 140-90 (1988-92) [31]
- 2000F (1991-93) (récolteuse de coton automotrice) [32]

### Case New-Holland
Depuis la reprise d'activité en 2011, tous les matériels agricoles du groupe Fiat New-Holland produits en Argentine portent indifféremment les marques Case ou New Holland.